# James Hume (rugby à XV)
Pour les articles homonymes, voir James Hume et Hume.

a Compétitions nationales et continentales officielles uniquement.

b Matchs officiels uniquement.
Dernière mise à jour le 7 mars 2024.
James Hume, né le 7 septembre 1998 à Belfast (Irlande du Nord), est un joueur international irlandais de rugby à XV. Il évolue au poste de centre au sein de l'effectif de l'Ulster en United Rugby Championship.

## Biographie

### Jeunesse et formation
James Hume naît à Belfast, il commence le rugby dans le club de Malone RFC. Il est ensuite scolarisé dans la Royal Belfast Academical Institution (en) où il joue pour l'équipe de rugby de l'établissement aux côtés de son futur coéquipier à l'Ulster, Michael Lowry. Avec cette équipe, il remporte trois fois d'affilée l'Ulster Schools' Cup (en). Après avoir terminé sa scolarité là-bas, il rejoint le club de Banbridge RFC (en) et intègre l'Academy (le centre de formation) de l'Ulster.
En 2018, il est sélectionné par l'équipe d'Irlande des moins de 20 ans pour participer au Tournoi des Six Nations des moins de 20 ans, même si une blessure l'empêche de disputer les premières journées. Il fait finalement ses débuts contre le pays de Galles. Quelques mois plus tard, il est sélectionné pour le Championnat du monde junior, où il dispute quatre rencontres en tant que titulaire.

### Carrière professionnelle

#### Début de carrière à l'Ulster (2018-2021)
James Hume fait ses débuts professionnels avec l'Ulster lors de la cinquième journée de la saison 2018-2019 du Pro14 face au Munster où il est remplaçant. Cette saison-là, il dispute dix autres rencontres, dont cinq en tant que titulaire et participe à la bonne saison de son club qui est éliminé en demi-finale du Pro14 et en quart de finale de Coupe d'Europe, même s'il ne dispute pas ces phases finales. Durant la saison, il signe son premier contrat professionnel pour une durée de trois ans.  
La saison 2019-2020 lui permet de gagner en temps de jeu, il connaît dix titularisations en dix rencontres et inscrit deux essais durant cette saison perturbée par la pandémie de Covid-19,. Son club dispute la finale du Pro14 où il est retenu sur la feuille de match et inscrit le premier essai de la rencontre dès la troisième minute mais l'Ulster s'incline 27-5 contre Leinster,. Il fait également ses débuts en Coupe d'Europe lors du quart de finale perdu contre Toulouse. 
La saison suivante, il devient indiscutable au poste de deuxième centre et dispute vingt rencontres dont dix-neuf en tant que titulaire pour deux essais inscrits. Après cette bonne saison sur le point personnel, il est élu Jeune joueur de l'année de son équipe. 

#### Sélectionné en équipe d'Irlande (2021-)
Durant l'été 2021, il est ensuite récompensé par une convocation en équipe d'Irlande par le sélectionneur Andy Farrell, pour la tournée estivale contre le Japon et les États-Unis, en remplacement de Garry Ringrose qui s'est blessé. Il fait ses débuts internationaux le 10 juillet 2021 contre les États-Unis, match remporté 71-10 par les Irlandais, où il est associé au poste de centre avec son coéquipier en club Stuart McCloskey. 
Il prend encore plus d'ampleur lors de la saison 2021-2022. Il est de nouveau sélectionné par l'Irlande pour les tests de novembre mais ne participe à aucune rencontre. Il continue d'être titulaire avec sa province et est ensuite convoqué pour le Tournoi des Six Nations 2022 par Andy Farrell. À l'occasion de la première journée, il prend place sur le banc et fait son entrée pour ses premières minutes dans le Tournoi. Il dispute son deuxième match dans le Tournoi à l'occasion de la troisième journée contre l'Italie lors de la large victoire 57-6 de son équipe. Par la suite, L'Irlande remporte la Triple couronne mais termine la compétition à la seconde place derrière le XV de France,. En fin de saison l'Ulster se qualifie pour les quarts de finale du United Rugby Championship où il est l'auteur d'une grande performance avec notamment un essai inscrit et trois passes décisives, contribuant à la large victoire de son équipe 36-17 face au Munster. Néanmoins, son équipe est éliminé par les futurs champions, les Stormers, dès le tour suivant. Cette saison-là, il a disputé vingt-et-une rencontres et inscrit six essais. Il est nommé dans l'équipe-type de la saison du United Rugby Championship, puis Joueur de l'année de sa province par les supporters et par les médias,. Peu de temps après, il est de nouveau sélectionné pour participer à la tournée estivale en Nouvelle-Zélande contre les All Blacks. Durant la tournée, il joue seulement une rencontre non-officielle contre les Māori All Blacks, où il débute lors de son seul match et connaît la défaite. Il ne joue pas d'autres rencontres car il se blesse gravement à l'aine. 
Plus tard cette année, fin octobre 2023, il s'illustre dès son premier match d'URC de la saison en inscrivant un essai décisif lors de la victoire de l'Ulster 15 à 14 sur le terrain du Munster, leur première à Thomond Park depuis 2014. À la même période, il est sélectionné dans l'effectif de l'Irlande A (en), l'équipe réserve de l'Irlande, avec qui il joue une rencontre face aux All Blacks XV (en), l'équipe réserve néo-zélandaise, mais il subit une défaite 47-19 où lui et ses coéquipiers livrent une mauvaise performance,. Durant le Tournoi des Six Nations 2023, malgré les blessures de Robbie Henshaw et de Garry Ringrose, il n'est pas appelé une seule fois car Andy Farrell lui préfère Jimmy O'Brien et Jamie Osborne mais également car son niveau actuel est jugé insatisfaisant à la suite de sa blessure de l'été 2022. À l'issue de la saison, il a disputé un total de quinze rencontres, la totalité en tant que titulaire et inscrit deux essais. Fin mai, n'ayant toujours pas retrouvé un bon niveau de jeu, il ne fait pas non plus partie du groupe élargi convoqué pour préparer la Coupe du monde 2023 et manque donc l'événement planétaire. 
La saison suivante, il retrouve un bon niveau et contribue au bon début de saison de son équipe qui remporte quatre matchs en cinq rencontres d'URC, inscrivant notamment un essai lors de la victoire 24 à 17 face aux Lions. Par la suite, il continue de délivrer de bonnes performances. Toutefois, ce retour en forme ne lui permet pas d'être sélectionné pour le Tournoi des Six Nations 2024. Début mars, il est tout d'abord nommé capitaine de l'Ulster pour la première fois de sa carrière afin d'affronter les Dragons. Puis, quelques jours plus tard, il voit son contrat avec sa province être prolongé jusqu'en 2027. 

## Statistiques

### Statistiques en club
| Saison       | Club         | Compétition               | Matchs | Points | Essais |
| ------------ | ------------ | ------------------------- | ------ | ------ | ------ |
| 2018-2019    | Ulster       | Pro14                     | 11     | 0      | 0      |
| 2019-2020    | Ulster       | Pro14                     | 9      | 10     | 2      |
| 2019-2020    | Ulster       | Coupe d'Europe            | 1      | 0      | 0      |
| 2020-2021    | Ulster       | Pro14                     | 11     | 5      | 1      |
| 2020-2021    | Ulster       | Coupe d'Europe            | 2      | 0      | 0      |
| 2020-2021    | Ulster       | Challenge européen        | 3      | 0      | 0      |
| 2020-2021    | Ulster       | Pro14 Rainbow Cup         | 4      | 5      | 1      |
| 2021-2022    | Ulster       | United Rugby Championship | 15     | 30     | 6      |
| 2021-2022    | Ulster       | Coupe d'Europe            | 6      | 0      | 0      |
| 2022-2023    | Ulster       | United Rugby Championship | 12     | 5      | 1      |
| 2022-2023    | Ulster       | Champions Cup             | 3      | 5      | 1      |
| 2023-2024    | Ulster       | United Rugby Championship | 9      | 10     | 2      |
| 2023-2024    | Ulster       | Champions Cup             | 4      | -      | -      |
| Total Ulster | Total Ulster | Total Ulster              | 90     | 70     | 14     |

### Statistiques en équipe nationale
James Hume compte 3 sélections dont 1 en tant que titulaire, depuis sa première sélection le 10 juillet 2021 face aux États-Unis.
Il a participé à une édition du Tournoi des Six Nations en 2022.

## Palmarès

### En club
- Finaliste du Pro14 en 2019 avec l'Ulster.

### En sélection nationale

#### Tournoi des Six Nations
| Édition          | Rang | Résultats Irlande | Résultats Hume | Matchs Hume |
| ---------------- | ---- | ----------------- | -------------- | ----------- |
| Six Nations 2022 | 2d   | 4 v, 0 n, 1 d     | 2 v, 0 n, 0 d  | 2/5         |

Légende : v = victoire ; n = match nul ; d = défaite ; la ligne est en gras quand il y a Grand Chelem.

### Distinctions personnelles
- Jeune joueur de l'année de l'Ulster en 2021.
- Joueur de l'année de l'Ulster en 2022.
- Membre de l'équipe-type du United Rugby Championship en 2022.